# Nerchau
Nerchau était une ville de Saxe (Allemagne), située dans l'arrondissement de Leipzig, dans le district de Leipzig. Elle a été intégrée à la ville de Grimma le 1er janvier 2011.

## Personnalités nées à Nerchau
- Sœurs Kessler (1936- ), chanteuses, danseuses et actrices jumelles allemandes.